# Niels Bache
 Ikke at forveksle med Niels Simon Bache.
Niels Bache (22. maj 1841 i Roskilde — 9. november 1895 i København) var en dansk historisk forfatter, sønnesøn af Lars Bache, bror til Otto Bache.
Bache blev 1865 cand. jur. og 1886 skoledirektør i København. Han har skrevet en stor, folkelig fremstilling af Nordens historie (5 bind, 1886—87).